# 212 (număr)
212 (două sute doisprezece) este numărul natural care urmează după 211 și precede pe 213 într-un șir crescător de numere naturale.

## În matematică
212:
- Este un număr par.
- Este un număr compus.[1]
- Este un număr deficient.[2][3]
- Este suma funcției lui Euler pentru primele 26 de numere întregi.[4]

## În știință

### În astronomie
- Obiectul NGC 212 din New General Catalogue este o galaxie lenticulară cu o magnitudine 14,43 în constelația Phoenix.
- 212 Medea este un asteroid din centura principală.
- 212P/NEAT este o cometă periodică din sistemul nostru solar.

### În fizică
- 212°F este temperatura de fierbere a apei la nivelul mării[5]

## În alte domenii
212 se poate referi la:
- Prefixul telefonic internațional pentru Maroc.[6]